# Parijs-Tours 2010
De 104e editie van Parijs-Tours werd gehouden op 10 oktober 2010. De wedstrijd startte in La Loupe en eindigde in Tours. De afstand was 233 kilometer.

## Verloop
De herfstklassieker werd gekleurd door een lange ontsnapping van acht man. De heren Juan Antonio Flecha, Jonas Aaen Jørgensen, Travis Meyer, Joeri Krivtsov, Simon Geschke, Nikolas Maes, Aleksejs Saramotins en Laurent Pichon kregen een maximale voorsprong van ongeveer vier minuten. 
Bij het naderen van Tours verdween de marge snel. Nadat de groep was ingerekend volgende verschillende demarages. Geoffroy Lequatre demarreerde op de laatste helling vlak voor de finish en pakte een halve minuut. Dit bleek uiteindelijk niet genoeg, waarna Óscar Freire de massasprint won voor Angelo Furlan en Gert Steegmans.

## Uitslag
| rang | renner             | land                | ploeg                          | tijd     |
| ---- | ------------------ | ------------------- | ------------------------------ | -------- |
| 1    | Óscar Freire       | Vlag van Spanje     | Rabobank                       | 4u52'54" |
| 2    | Angelo Furlan      | Vlag van Italië     | Lampre                         | z.t.     |
| 3    | Gert Steegmans     | Vlag van België     | Team RadioShack                | z.t.     |
| 4    | Klaas Lodewyck     | Vlag van België     | Topsport Vlaanderen - Mercator | z.t.     |
| 5    | Yukiya Arashiro    | Vlag van Japan      | Bbox Bouygues Télécom          | z.t.     |
| 6    | Romain Feillu      | Vlag van Frankrijk  | Vacansoleil                    | z.t.     |
| 7    | Yoann Offredo      | Vlag van Frankrijk  | Française des Jeux             | z.t.     |
| 8    | Wouter Weylandt    | Vlag van België     | Quickstep - Innergetic         | z.t.     |
| 9    | Bernhard Eisel     | Vlag van Oostenrijk | Team HTC-High Road             | z.t.     |
| 10   | Sébastien Chavanel | Vlag van Frankrijk  | Française des Jeux             | z.t.     |

1896 · 
1897-1900 · 
1901 · 
1902-1905 · 
1906 · 
1907 · 
1908 · 
1909 · 
1910 · 
1911 · 
1912 · 
1913 · 
1914 · 
1915-1916 · 
1917 · 
1918 · 
1919 · 
1920 · 
1921 · 
1922 · 
1923 · 
1924 · 
1925 · 
1926 · 
1927 · 
1928 · 
1929 · 
1930 · 
1931 · 
1932 · 
1933 · 
1934 · 
1935 · 
1936 · 
1937 · 
1938 · 
1939 · 
1940 · 
1941 · 
1942 · 
1943 · 
1944 · 
1945 · 
1946 · 
1947 · 
1948 · 
1949 · 
1950 · 
1951 · 
1952 · 
1953 · 
1954 · 
1955 · 
1956 · 
1957 · 
1958 · 
1959 · 
1960 · 
1961 · 
1962 · 
1963 · 
1964 · 
1965 · 
1966 · 
1967 · 
1968 · 
1969 · 
1970 · 
1971 · 
1972 · 
1973 · 
1974 · 
1975 · 
1976 · 
1977 · 
1978 · 
1979 · 
1980 · 
1981 · 
1982 · 
1983 · 
1984 · 
1985 · 
1986 · 
1987 · 
1988 · 
1989 · 
1990 · 
1991 · 
1992 · 
1993 · 
1994 · 
1995 · 
1996 · 
1997 · 
1998 · 
1999 · 
2000 · 
2001 · 
2002 · 
2003 · 
2004 · 
2005 · 
2006 · 
2007 · 
2008 · 
2009 · 
2010 · 
2011 · 
2012 · 
2013 · 
2014 · 
2015 · 
2016 · 
2017 · 
2018 · 
2019 ·
2020 ·
2021 ·
2022 ·
2023 ·
2024 ·